# Kazumi Evans
Kazumi Evans (Delta, 14 de septiembre de 1989) es una actriz canadiense de origen japonesa que participa en varios doblajes para programas de dibujos animados, incluida la voz cantante de Rarity y la Princesa Luna en My Little Pony: La magia de la amistad, Adagio Dazzle en My Little Pony: Equestria Girls - Rainbow Rocks y My Little Pony: Equestria Girls – Sunset's Backstage Pass, Mad Madeline en The Deep y Skipper en las películas de Barbie. Uno de sus papeles más importantes hasta la fecha es Iris, el personaje principal del programa de animación francés LoliRock, que Netflix lanzó en inglés en mayo de 2016.

## Carrera
En 2007, Evans apareció como concursante en la primera temporada de la serie de telerrealidad Triple Sensation para ganar una beca para una institución de formación teatral. Estuvo entre los doce finalistas en llegar a la etapa Master Class, pero no ganó.

## Filmografía

### Acción real
| Año       | Título                      | Papel                | Notas                                         |
| --------- | --------------------------- | -------------------- | --------------------------------------------- |
| 2007      | Triple Sensation            | Sí misma             | Concursante de la temporada 1                 |
| 2009      | The Troop                   | Animadora #2 (Paige) | Episodio: Pajama Game... of Death             |
| 2015      | Murder, She Baked           | Elf Molly            | Película de televisión                        |
| 2015-2016 | The Bridge                  | Jenny                | Película de televisión Hallmark en dos partes |
| 2016      | Every Christmas Has a Story | Sam/Recepcionista    | Película de Hallmark Channel                  |
| 2016–2018 | Mech-X4                     | Jessica              | Rol recurrente                                |
| 2017      | Last Night in Suburbia      | Julia                |                                               |
| 2017      | With Love, Christmas        | Tracy                | Película de Hallmark Channel                  |
| 2018      | A Gingerbread Christmas     | Josephine            | Película de Hallmark Channel                  |
| 2019      | A Winter Princess           | Brittney             | Película de Hallmark Channel                  |
| 2019      | The Mistletoe Secret        | Leslie               | Película de Hallmark Channel                  |

### Animación
| Año           | Título                                                     | Papel | Notas                         |
| ------------- | ---------------------------------------------------------- | --- | ----------------------------- |
| 2010          | El Principito                                              | Brooklyn | Doblaje en inglés             |
| 2010–2019     | My Little Pony: La magia de la amistad                     | Rarity (voz cantante), Princesa Luna (voz cantante) (S04, E25), Octavia Melody, Moondancer, Rose (S05, E09), Wrangler (S07, E05) |                               |
| 2011          | Barbie: Escuela de Princesas                               | Harmony |                               |
| 2013          | My Little Pony: Equestria Girls                            | Rarity (voz cantante) |                               |
| 2013          | Barbie y sus Hermanas en un Cuento de Ponis                | Skipper |                               |
| 2013          | Littlest Pet Shop                                          | Cantante Destacada | Episodio: Missing Blythe      |
| 2014–2015     | Dr. Pantátastico                                           | Amanda Lipton | Rol recurrente                |
| 2014          | Wolverine vs. Sabretooth                                   | Rogue, Boomer, Computadora | Miniserie                     |
| 2014          | My Little Pony: Equestria Girls - Rainbow Rocks            | Adagio Dazzle, Rarity (voz cantante), Octavia Melody                                                                             |                               |
| 2014          | Under Wraps                                                | Eleanor | Película directa a vídeo      |
| 2014          | Monster Beach                                              | Jan | Película de televisión        |
| 2014–2017     | LoliRock                                                   | Iris | Papel principal               |
| 2015          | Pac-Man y las aventuras fantasmales                        | Elliptika "Elli" | Episodio: New Girl in Town    |
| 2015          | My Little Pony: Equestria Girls - Los juegos de la amistad | Rarity (voz cantante) |                               |
| 2015          | Barbie y sus Hermanas en la Gran Aventura del Cachorro     | Skipper, Dama Confundida con Barbie                                                                                              |                               |
| 2015–presente | The Deep                                                   | Mad Madeline |                               |
| 2015–2017     | Bob el Constructor                                         | Saffi | Doblaje estadounidense        |
| 2016          | Mack y Moxy                                                | Penny la Boptopus | Episodio: A Bop-Topus' Garden |
| 2016          | My Little Pony: Equestria Girls - La leyenda de Everfree   | Rarity (voz cantante) |                               |
| 2016          | Barbie y sus Hermanas en una Persecución de Cachorros      | Kelly |                               |
| 2017          | Somos las Lalaloopsy                                       | Jewel Sparkles | Serie de televisión           |
| 2017          | Enchantimals                                               | Felicity Fox, Flick Fox |                               |
| 2017          | Barbie y el Delfín Mágico                                  | Kelly |                               |
| 2017          | My Little Pony: La película                                | Rarity (voz cantante) |                               |
| 2018–presente | Polly Pocket                                               | Shani, Miss Sangha |                               |
| 2018          | Henchmen                                                   | Pep Girl Twin Odyssey |                               |
| 2018–presente | The Dragon Prince                                          | Reina Sarai, Doctor Town |                               |
| 2019          | My Little Pony: Rainbow Roadtrip                           | Rarity (voz cantante) | Especial de televisión        |
| 2019          | My Little Pony: Equestria Girls – Sunset's Backstage Pass  | Adagio Dazzle | Especial de televisión        |
| 2020–presente | Dorg Van Dango                                             | Yooki |                               |
| 2020–presente | The Hollow                                                 | Nisha |                               |
| 2021          | PAW Patrol: The Movie                                      | Katie |                               |